# ریکاردو کورالو
ریکاردو کورالو (انگلیسی: Riccardo Corallo؛ زادهٔ ۳۱ مارس ۱۹۸۰) بازیکن فوتبال اهل ایتالیا است.
از باشگاه‌هایی که در آن بازی کرده‌است می‌توان به باشگاه فوتبال اسپتزیا، باشگاه ورزشی لاتزیو، باشگاه فوتبال آسکولی، باشگاه فوتبال تورینو، باشگاه فوتبال مسینا، باشگاه فوتبال کرمونزه، باشگاه فوتبال سالرنیتانا، باشگاه فوتبال رجانا، باشگاه فوتبال آولینو، باشگاه فوتبال پرو ورچلی، باشگاه فوتبال اسپال، و باشگاه فوتبال وارزه اشاره کرد.